# Liostomia hansgei
Liostomia hansgei är en snäckart som först beskrevs av Warén 1991.  Liostomia hansgei ingår i släktet Liostomia, och familjen Pyramidellidae. Arten är reproducerande i Sverige.